# Viriato Figueira da Silva
Viriato Figueira da Silva (Macaé, 1851 — Rio de Janeiro, 24 de março de 1883) foi um compositor, flautista e saxofonista brasileiro.
Foi o primeiro solista de saxofone do Brasil sendo considerado um dos pais do choro.

## Biografia
Viriato nasceu no município de Macaé, em 1851. Era filho de escravizados, mas os detalhes de seus primeiros anos são desconhecidos. Não se sabe quando ele chegou na capital imperial, mas sabe-se que Viriato causou espanto em seus contemporâneos devido ao seu talento e inspiração.
Viriato era filho de escravos, nasceu em Macaé e não se sabe como foi parar no Rio de Janeiro Imperial. Sabe-se que causou enorme assombro em seus contemporâneos face seu enorme talento na flauta e saxofone, além de sua inspiração. Considerado um dos pais do choro, Viriato estudou no Conservatório Imperial de Música, do Rio de Janeiro, com Joaquim A. da Silva Callado, de quem se tornou grande amigo.
Como flautista excursionou pelo norte do Brasil, com muito sucesso. Em 1866 excursionou por São Paulo, como integrante da orquestra do Teatro Fênix Dramática, do Rio de Janeiro, dirigida pelo maestro Henrique Alves de Mesquita, apresentando-se no Teatro São José. Foi o primeiro solista de saxofone do Brasil.
Em março de 1877, sua polca Só para moer foi editada por José Maria Alves da Rocha e, mais tarde, por Artur Napoleão e Cia.. A polca de sua autoria Carnaval do Brasil foi executada pela primeira vez a 15 de julho de 1878, no Clube Mozart, do Rio de Janeiro.

## Morte
Viriato morreu em 24 de março de 1883, na Província do Rio de Janeiro, com apenas 32 anos, devido à uma tuberculose. Depois de sua morte, seus amigos realizaram, em 17 de dezembro de 1883, um concerto para arrecadar fundos para a compra de um jazigo no cemitério de São Francisco Xavier, no Caju, Rio de Janeiro.
Ao seu lado foram depositados os restos mortais de Callado, transladados do Cemitério São João Batista, cumprindo o desejo manifestado pelos dois amigos que queriam ser enterrados juntos. Mais tarde a composição Só para moer recebeu versos de Catulo da Paixão Cearense, sob o título Não vê-la mais.

## Legado
Suas composições foram gravadas pela Acari Records na coleção "Princípios do Choro" (2002).

## Obras
- Aliança, xote, s.d.;
- Amoroso, tango, s.d.;
- Caiu! Não Disse!, polca, s.d.;
- Capricho de moça, polca, s.d.;
- Carnaval do Brasil, polca, s.d.;
- Comme il faut, xote, s.d.;
- Como é doce, polca, s.d.;
- Uma dor, polca, s.d.;
- É segredo, polca, s.d.;
- Eufrásia, polca, s.d.;
- Flor da noite, quadrilha, s.d.;
- Gratidão, quadrilha, s.d.;
- Lalá, polca, s.d.;
- Macia, polca, s.d.;
- Só para moer (ou Não vê-la mais, com versos de Catulo da Paixão Cearense), polca, s.d.;
- Tutu, polca, s.d.